# Ferdinand Christoph von Degenfeld-Schonburg

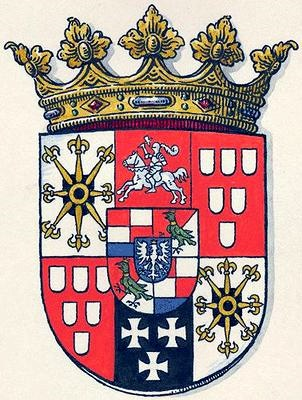
Familienwappen der Grafen von Degenfeld-Schonburg

Graf Ferdinand Christoph von Degenfeld-Schonburg (* 21. Juli 1802 in Eislingen; † 8. Juni 1876 in München) war ein Graf und königlich württembergischer Diplomat.

## Abstammung und Herkunft
Er entstammte dem Adelsgeschlecht der Grafen von Degenfeld-Schonburg, sein Urgroßvater, der preußische Kriegsminister Christoph Martin II. von Degenfeld (1689–1762), war der Neffe von Marie Luise von Degenfeld (1634–1677), Raugräfin und morganatische Gattin des Pfälzer Kurfürsten Karl I. Ludwig.
Ferdinand Christoph von Degenfeld-Schonburg wurde geboren als Sohn von Graf Gustav Eugen Friedrich Christoph von Degenfeld-Schonburg (1764–1807) und seiner Gattin Maria Anna von Berlichingen, einer direkten Nachfahrin des Ritters Götz von Berlichingen mit der Eisernen Hand. Des Vaters Bruder Friedrich Christoph von Degenfeld-Schonburg (1769–1848) stand im Rang eines österreichischen Generalmajors.
Ferdinand Christophs Bruder Götz Christoph von Degenfeld-Schonburg (1806–1895) hatte  Ernestine geb. von Varnbüler (1813–1862) geheiratet, Tochter des württembergischen Finanzministers Karl von Varnbüler (1776–1832) und Schwester des Staatsministers Friedrich Karl Gottlob von Varnbüler (1809–1889). Er konvertierte im Januar 1853, als württembergischer Oberst und persönlicher Adjutant des Königs Wilhelm I. von Württemberg, vom Protestantismus zum katholischen Glauben, verlor seine Hofstellung und zog sich schließlich ins Privatleben zurück. Ferdinand Christoph Eberhard von Degenfeld-Schonburg (1835–1892), einer seiner Söhne, wurde österreichischer Feldmarschallleutnant und Erzieher des Thronfolgers Franz Ferdinand von Österreich-Este.

## Leben und Wirken
Graf Ferdinand Christoph studierte Rechtswissenschaften in Tübingen. Während seines Studiums wurde er 1820 Mitglied der Burschenschaft Germania Tübingen. Er wechselte am 21. April 1823 an die Georg-August-Universität Göttingen und wurde im Corps Bado-Württembergia aktiv. Er trat in den diplomatischen Dienst des Königreichs Württemberg. Bis 1843 war er als Legationssekretär an der Wiener Gesandtschaft seines Landes tätig. Von 1844 bis 1868 amtierte er als Gesandter und bevollmächtigter Minister Württembergs, im Königreich Bayern, zu München. Daneben bekleidete der Graf die Ämter eines württembergischen Staatsrates und eines königlichen Kammerherren. Ferdinand Christoph von Degenfeld-Schonburg wird als „außerordentlich tätig und gewandt“  beschrieben. In München besaß er vielfältige persönliche Beziehungen, die er in kluger Weise als Informationsquellen für sein Amt zu nutzen verstand. Mit dem sächsischen Gesandten Carl Gustav Adolph von Bose war er befreundet. 1853 ehelichte er Anna Katharina Wanner und trat im gleichen Jahr zur katholischen Kirche über.
Graf Degenfeld-Schonburg trug das Großkreuz des württembergischen Friedrichs-Ordens, das Komturkreuz des Ordens der Württembergischen Krone, das Großkreuz des bayerischen Ordens vom Hl. Michael das Großkreuz des sächsischen Albrechts-Ordens und das Kreuz II. Klasse des russischen Sankt-Stanislaus-Ordens.